# Mario Fiorentino
Mario Fiorentino (Roma, 5 giugno 1918 – Roma, 25 dicembre 1982) è stato un architetto e urbanista italiano.
È noto soprattutto per il controverso progetto del  "Corviale", un edificio di edilizia residenziale popolare costruito a Roma negli anni settanta.

## Opere principali
- Monumento ai martiri delle Fosse Ardeatine a Roma (1946-1949);
- Il quartiere INA-Casa Tiburtino a Roma (con Ludovico Quaroni e Mario Ridolfi) (1950-1951);
- Complesso Soccavo-Canzanella, Napoli, (con a Marcello Canino e Giulio De Luca) (1957-62);
- Case a torre in viale Etiopia Roma (anni sessanta);
- Corviale a Roma (anni settanta).

## Documenti
Katharina Copony, Il Palazzo, film documentario sul Corviale, Germania, Austria, ZDF, 2006, 45′